# Conrado Ross

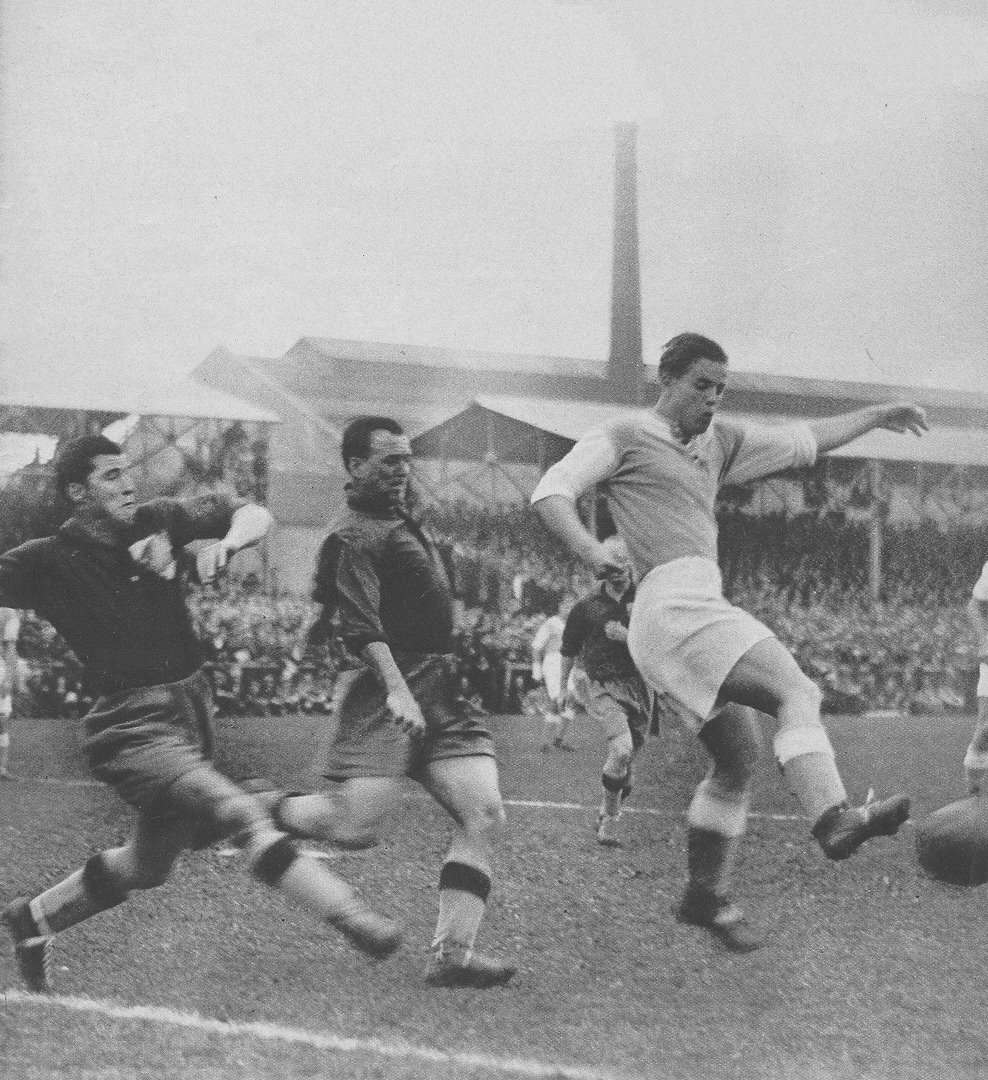
1934/35: Sochaux-Strasbourg 2×3 - Albert Gougain, Conrado Ross e Oskar Rohr

Conrado Ross, noto in Europa come Conrad Ross (Montevideo, 8 agosto 1908 – San Paolo, 27 ottobre 1970), è stato un calciatore e allenatore di calcio uruguaiano.

## Carriera

### Calciatore
Nel 1923 venne ingaggiato dal club brasiliano della Portuguesa, di cui fu il primo calciatore straniero. Con la Lusa partecipò a due campionati paulisti. Dopo l'esperienza con il Portuguesa giocò nella Juventude. Trasferitosi in Francia, giocò nel Club Français, società in cui conobbe e divenne sodale di Helenio Herrera. Dopo aver giocato in Svizzera con l'Urania Ginevra, di cui fu anche allenatore-giocatore, torna in Francia nel ruolo di allenatore-giocatore del Sochaux, vincendo la Division 1 1934-1935.

### Allenatore
Dopo il successo al Sochaux passa al CA Paris, venendo temporaneamente sostituito al club di Montbéliard da André Abegglen. Ritornato al Sochaux, esclusivamente come allenatore, ottiene il secondo posto della Division 1 1936-1937. La stagione seguente vince sia il campionato che la coppa di Francia. Tornò in patria dopo il sesto posto ottenuto nella Division 1 1938-1939, lasciando il club giallo-blu dopo tre titoli vinti ed il riconoscimento per il miglior gioco nel campionato francese.
Ross tornò nelle vesti di allenatore al Portuguesa negli anni '40, ottenendo il secondo posto nel campionato paulista 1940. Tra 1942 ed il 1943 guidò per 49 incontri il San Paolo, incarico da cui fu sollevato nel corso del campionato paulista 1943. Nel 1946 fu alla guida del Palmeiras. Nel 1954 vinse il Torneio Início Paulista con il Guarani. Dall'agosto al dicembre 1958 comandò Uberaba SC di Minas Gerais, dove riceveva 15.000 reis per mese. Nel 1960 è alla guida dell'América Futebol Clube di São José do Rio Preto.

## Palmarès
- Campionato francese: 2

Sochaux: 1935, 1937
- Coppa di Francia: 1

Sochaux: 1937
- Coppa Svizzera: 1

Urania Ginevra: 1928-1929